# Ewald Loeser

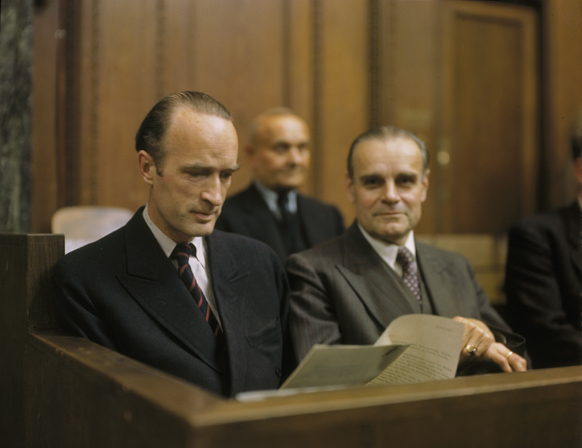
Ewald Loeser (auf dem Bild rechts) mit Alfried Krupp von Bohlen und Halbach beim Krupp-Prozess

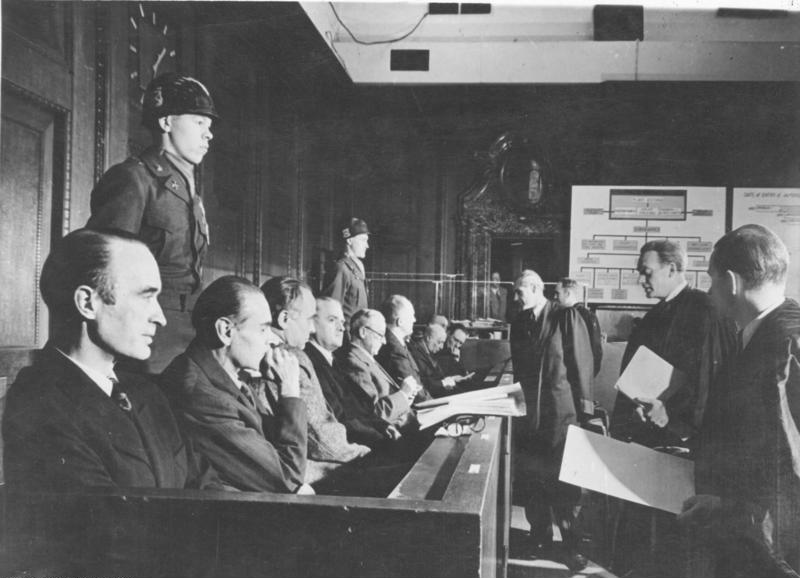
Auf der Anklagebank am 22. Dezember 1947: Alfried Krupp von Bohlen und Halbach, Ewald Loeser, Eduard Houdremont, Erich Müller, Friedrich Janssen, Karl Pfirsch, Karl Eberhardt und Heinrich Korschan (von links)

Ewald Oskar Ludwig Loeser (* 11. April 1888 in Storkow (Mark); † 23. Dezember 1970 in Essen) war ein deutscher Jurist, Ministerialbeamter, Vorstandsmitglied der Friedrich Krupp AG und Widerstandskämpfer gegen den Nationalsozialismus.

## Leben
Loeser studierte Rechtswissenschaften und promovierte 1911 an der Universität Göttingen mit einem Thema über die Verfassung des Deutschen Reiches vom 16. April 1871.
In den Jahren 1917 bis 1919 war Loeser Referent im Kriegsernährungsamt beziehungsweise Reichsernährungsministerium. Anschließend folgte bis 1920 die Funktion als geschäftsführender Direktor der Reichsgetreidestelle. Von 1920 bis 1925 hatte er eine leitende kaufmännische Stellung inne, ab 1925 war er Beigeordneter beim deutschen und preußischen Städtetag. 1929 wurde Loeser Referent im Reichsinnenministerium in der Unterabteilung Verfassung und Verwaltung. Im Jahr 1930 veröffentlichte der Verwaltungsjurist als Mitverfasser das Handwörterbuch der Verwaltungspraxis.
1930 wechselte Loeser zur Stadt Leipzig, wo er als Bürgermeister und Stadtkämmerer während der Amtszeit von Oberbürgermeister Carl Goerdeler tätig war. Am 1. Oktober 1934 trat er auf Goerdelers Empfehlung in den Vorstand der Friedrich Krupp AG ein und wurde dort als Direktor für die Verwaltung und Finanzen zuständig. Zusätzlich hatte er in verschiedenen Firmen Aufsichtsratsmandate inne, so ab 1939 bei der Dresdner Bank. Im März 1943 kündigte Loeser bei Krupp, blieb aber noch bis Ende des Jahres in dem Unternehmen und behielt einige Aufsichtsratsmandate in Tochtergesellschaften von Krupp. 1944 wurde er Reichstreuhänder über die Niederlassungen der in Deutschland unter Zwangsverwaltung gestellten niederländischen Philips-Radio.
Im Jahr 1943 weihte ihn Goerdeler in die Umsturzpläne ein und konnte ihn als Finanzminister einer neuen Reichsregierung gewinnen. Nach dem gescheiterten Attentat vom 20. Juli 1944 folgte im August die Verhaftung Loesers. Am 20. Oktober 1944 fand die Verhandlung vor dem Volksgerichtshof unter dessen Präsidenten Roland Freisler statt. Sein Verfahren wurde von dem der anderen Angeklagten (Julius Leber, Adolf Reichwein, Hermann Maaß und Gustav Dahrendorf) abgetrennt und endete am 17. Januar 1945 wegen einer vorgetäuschten Erinnerungsschwäche mit der Einweisung in die Wittenauer Heilstätten, wo Loeser das Ende des Krieges erlebte.
Im Jahr 1947 wurde Ewald Loeser als ehemaliges Mitglied des Direktoriums im Krupp-Prozess, dem zehnten Folgeprozess der Nürnberger Prozesse, angeklagt und am 31. Juli 1948 zu sieben Jahren Haft verurteilt. Sein Verteidiger war Kurt Behling.
Krankheitsbedingt wurde er vorzeitig entlassen, sein weiterer Lebensweg ist kaum dokumentiert.